# 大分スポーツ公園
大分スポーツ公園（おおいたスポーツこうえん）は、大分県大分市にある県営の都市公園（広域公園）である。運動施設が充実した公園である。

## 概要
大分市のほぼ中央にある丘陵地に位置し、県営都市公園の高尾山自然公園を含めて253haの面積を有する。
老朽化した大分市営陸上競技場に代わり、2002 FIFAワールドカップや第63回国民体育大会の会場として使用することを目的に建設されたもので、2001年（平成13年）3月15日に総合競技場が完成したのを皮切りに、順次、施設が整備されている。
中心施設の大分スポーツ公園総合競技場（クラサスドーム大分）は、2002 FIFAワールドカップの会場として使用され、Jリーグ・大分トリニータのホームスタジアムでもある。また、2008年（平成20年）のチャレンジ!おおいた国体・チャレンジ!おおいた大会でも開・閉会式および陸上競技の会場として使用された。
施設管理は、2001年（平成13年）の開園当初は大分県の外郭団体であった「大分スポパーク21」が、その後大分県の機構改革により同法人と同じく県の外郭団体だった大分県文化振興財団（OASISひろば21の運営法人）が統合された「大分県文化スポーツ振興財団」が行っていた。
その後、施設所有者の大分県が大分スポーツ公園の管理運営を、民間の指定管理者に委任することに決定。公募の結果、地場企業で広告代理店の株式会社大宣が指定を受け、2006年（平成18年）4月1日から管理業務を財団から引き継いだ。
隣接地には、複合商業施設のパークプレイス大分、大分県立情報科学高等学校、大分県運転免許センターなどがある。

## 施設
- 総合競技場（クラサスドーム大分） - 日本陸連第1種競技場公認
- サブ競技場（クラサスグラウンド） - 日本陸連第3種競技場公認
- 野球場（クラサススタジアム）
- 投てき場（クラサスフィールド） - 砲丸投げ、槍投げ、円盤投げ、ハンマー投げ
- サッカー・ラグビー場（クラサスサッカー・ラグビー場）（Aコート・Bコート）
- 大分スポーツクラブ（サッカー・ラグビー場Cコート・Dコート） - 大分県サッカー協会・大分トリニータが管理
- テニスコート（クラサステニスコート） - 20面
- 大分県立武道スポーツセンター（クラサス武道スポーツセンター） - 2019年4月26日竣工。6月1日使用開始[3]。
  - 多目的競技場：約3,570㎡（横81m×縦40m）＋オープンスペース、収容定員4,048人。
  - 武道場：約2,410㎡（横33.5ｍ×縦24ｍ×3道場分）、収容定員400人。
- 展望台
- 大芝生広場
- 多目的広場
- 宿泊研修センター「希感舎」（きかんしゃ） - まるひで、秀観グループ及び大宣の共同事業体が管理

※カッコ内はネーミングライツ導入による呼称（詳細については大分スポーツ公園総合競技場#命名権を参照）。

## 交通
- 鉄道・バス：JR九州日豊本線大分駅より大分バスパークプレイス大分行きで約30分、九石ドーム東停留所など下車。
- 自動車：東九州自動車道大分米良ICから国道197号大分南バイパス経由。